# فرونرویته
فرونرویته (به آلمانی: Fronreute) یک شهر در آلمان است که در رافنسبورگ واقع شده‌است. فرونرویته ۴٬۳۵۵ نفر جمعیت دارد.